# 394445 Unst
394445 Unst este o planetă minoră (asteroid) din centura de asteroizi. A fost descoperită pe 11 septembrie 2007 la Vicques⁠(d) de Michel Ory⁠(d). 
Obiectul prezintă o orbită caracterizată de o semiaxă mare de 2,6020770978926 UAi, o excentricitate de 0,11462224622717, o înclinație de 5,7469642941661 ° în raport cu ecliptica.